# Астраханский соус
Астраханский соус — тип томатного соуса, производимого на основе обжаренных моркови и лука, а также томатной пасты с добавлением душистого перца, кориандра, гвоздики и лаврового листа. Особенностью данного соуса является то, что процент ужарки моркови и лука составляет 42 % и 48 % соответственно. Выпускался в СССР по ГОСТу, а также выпускается малыми партиями и в России, иногда с отклонениями от ГОСТа.
Также используется при промышленном производстве рыбных консервов.

## Классический рецепт

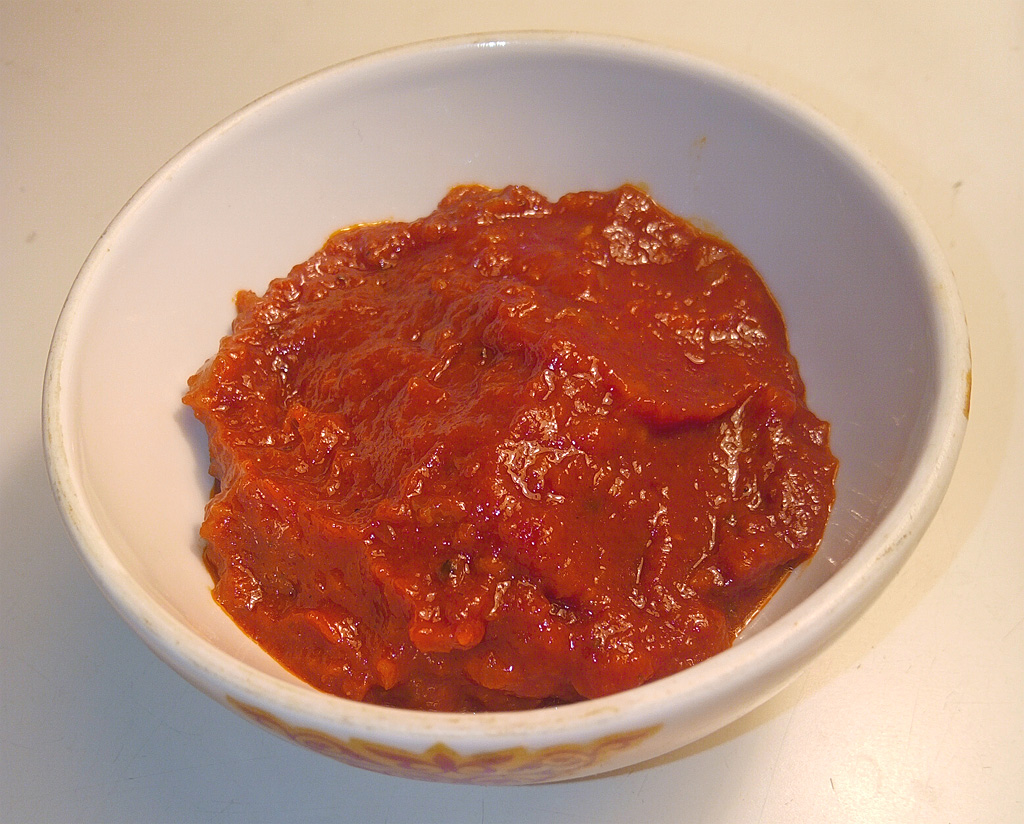
Астраханский соус, по ГОСТ 17471-83

Классический рецепт по ГОСТ 17471-83: Томаты свежие 174,0 г или пюре томатное 20 % 43,5 г, соль 2,0 г, сахар-песок 5,0 г, морковь обжаренная 3,6 г, лук обжаренный 10,0 г, масло растительное 4,5 г, перец душистый 0,1 г, гвоздика 0,1 г, кориандр 0,1 г, лавровый лист 0,1 г, вода 31,0 г.